# Karl Sondershausen (Bildhauer)
Karl Sondershausen (* 15. März 1895 in Barsinghausen; † 1972?) war ein deutscher Steinmetz und Bildhauer.

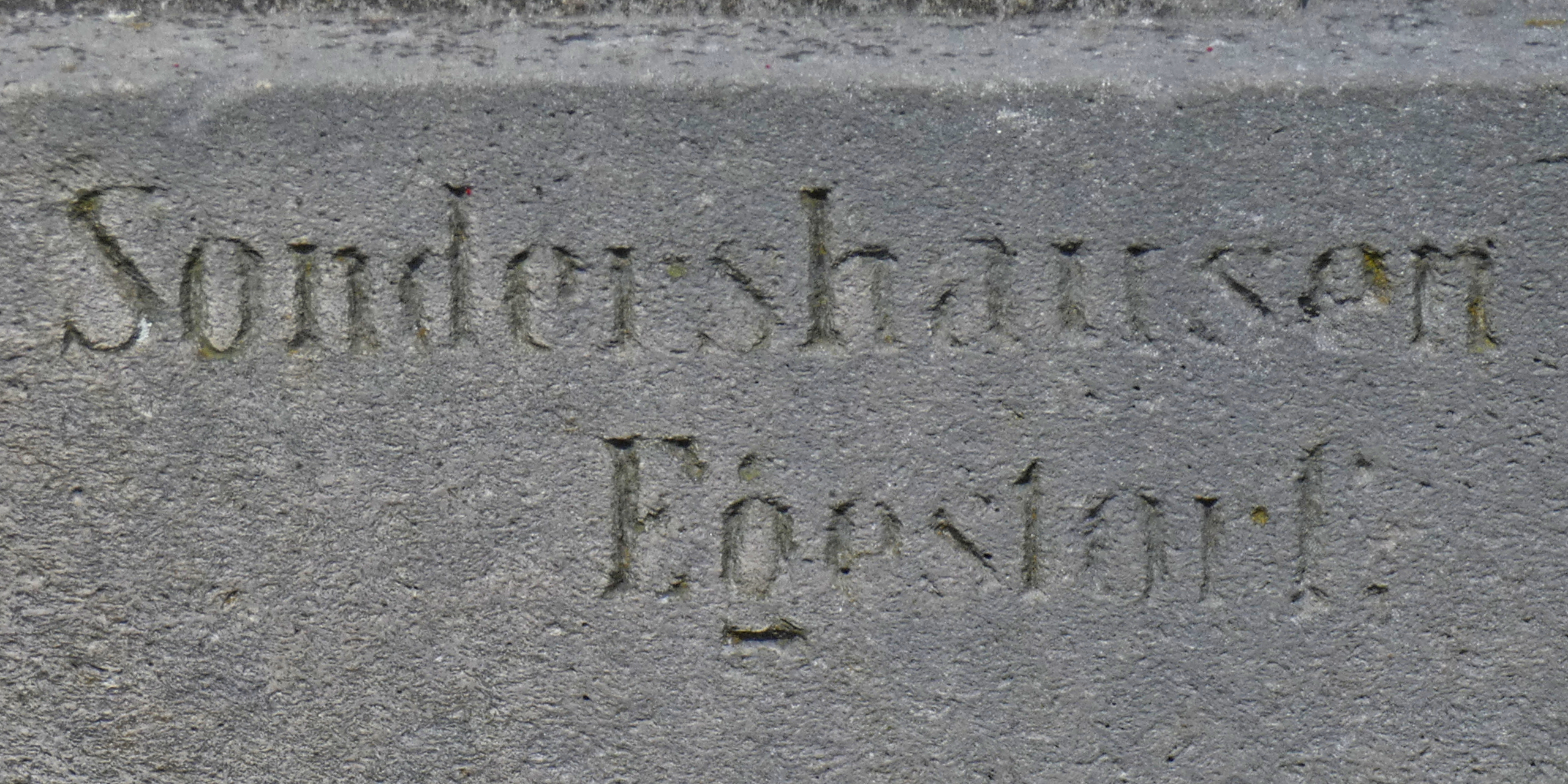
Sondershausens Steinmetzzeichen

## Leben

### Herkunft
Der Vater von Karl Sondershausen war der 1864 in Aue bei Saalfeld in Thüringen geborene Steinmetz Ulrich Sondershausen. Dieser gründete 1895 einen Betrieb in Barsinghausen und schuf unter anderem das 1900 eingeweihte Kriegerdenkmal an der Stoppstraße in Egestorf. Er starb 1941.

### Werdegang
Der 1895 geborene Sohn Karl Sondershausen arbeitete im väterlichen Betrieb, den er später übernahm. Er wurde in beiden Weltkriegen zum Militär eingezogen. 1922 baute sich Sondershausen an der Stoppstraße in Egestorf ein Haus und eine neue Werkstatt, in der er bis zu drei Gesellen beschäftigte.⊙
Er heiratete 1923. Karl Sondershausen schuf vor allem in den 1920er Jahren zahlreiche Denkmäler, zumeist in der Umgebung von Egestorf. 1972 übernahm Sondershausens Schwiegersohn Moritz Gautzsch den Betrieb.

## Werke (Auswahl)

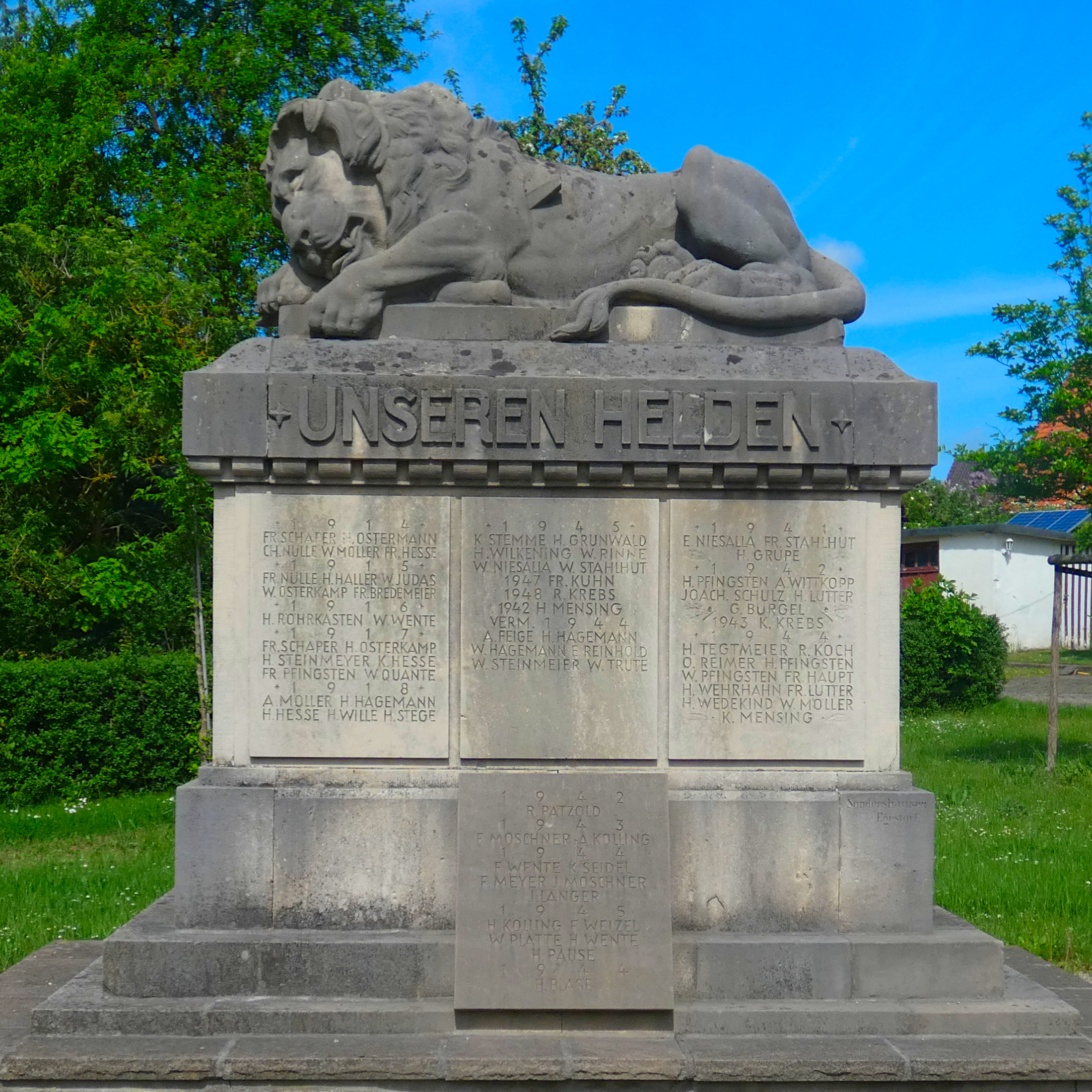
Kriegerdenkmal in Pohle

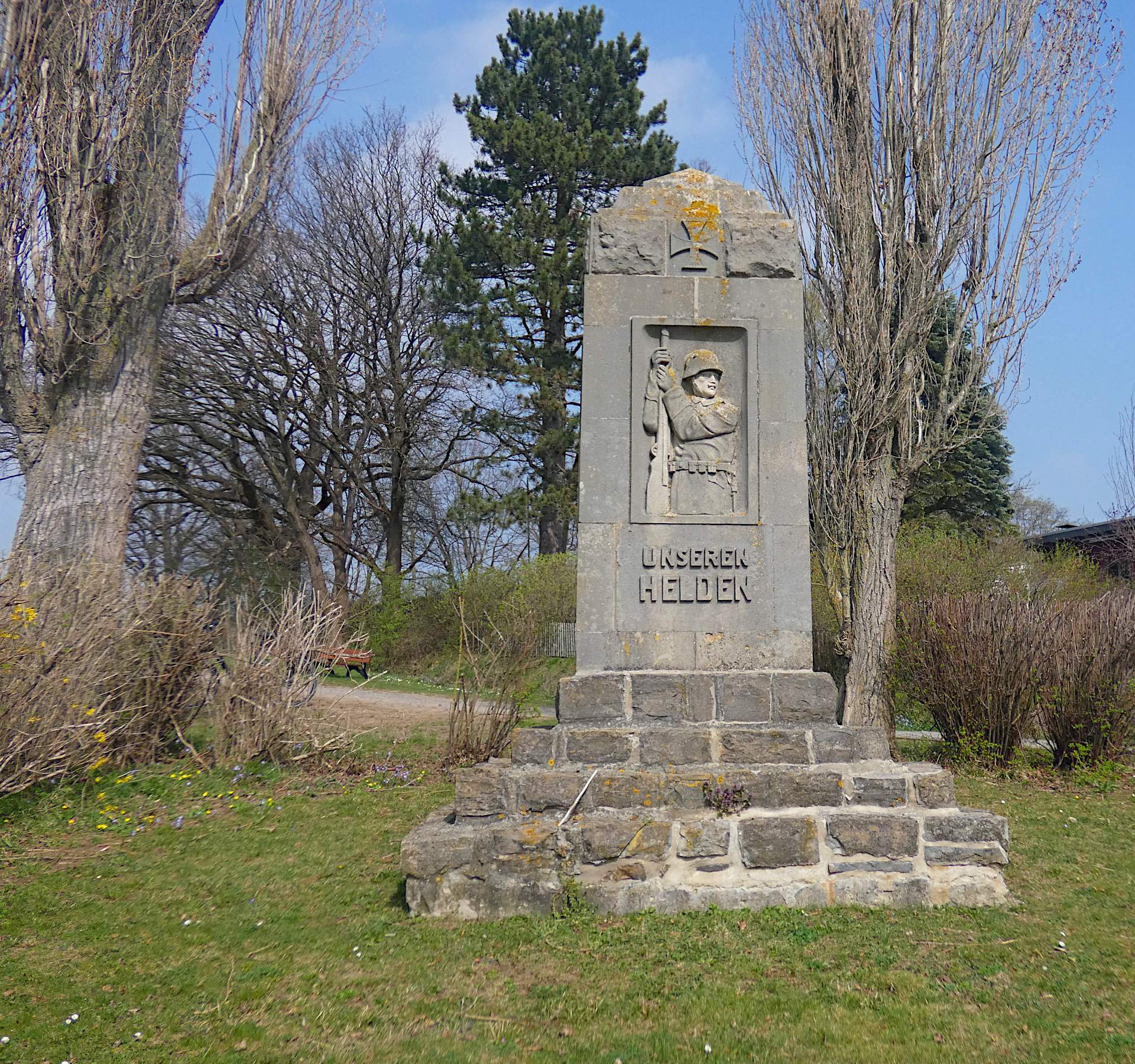
Ehrenmal in Altenhagen II

⊙ Gefallenendenkmal in Leveste (1920), Denkmal für die Gefallenen des Ortes im Ersten Weltkrieg, später ergänzt für die des Zweiten Weltkriegs. Aus Thüster Serpelkalkstein gehauener, nahezu lebensgroßer, liegender Löwe. Das nach dem Vorbild des „Löwen von Aspern“ gestaltete Monument ist Baudenkmal. (Siehe: Liste der Baudenkmale in Gehrden)
⊙ Kriegerdenkmal in Pohle, Denkmal für die Gefallenen des Ortes im Ersten Weltkrieg. Wie in Leveste ein nahezu lebensgroßer, liegender Löwe, jedoch die Namenstafeln am Sockel angebracht. Baudenkmal. (Siehe: Liste der Baudenkmale in Pohle)
⊙ Ehrenmal in Altenhagen II (1925), Denkmal für die 19 Gefallenen des Ortes im Ersten Weltkrieg. Quader auf behauenen Bruchsteinen der Gigas-Schichten. Relief eines Soldaten mit Stahlhelm. Baudenkmal. (Siehe: Liste der Baudenkmale in Messenkamp)
⊙ Gefallenendenkmal in Jemgum (1925/26), Denkmal eines liegenden, etwa lebensgroßen Löwen. Der Löwe wirkt massiver und wuchtiger als der in Leveste, da er auf einem deutlich niedrigeren Sockel liegt. Der Mittelteil des Sockels wurde wohl von einem Denkmal mit Inschrift „1870/71“ wiederverwendet. Das Denkmal wurde in Egestorf angefertigt und mit der Eisenbahn nach Jemgum transportiert. 1959 ergänzt für die Gefallenen des Zweiten Weltkriegs. Das gesamte Ehrenmal wurde 1981 auf den Platz vor dem Jemgumer Rathaus versetzt.
⊙ Försterdenkmal auf dem Deister (1927), errichtet für den 33-jährigen Hilfsförster Meyer aus Egestorf und den 76-jährigen früheren Haumeister Bode aus Wennigser Mark, die hier bei einem Handgemenge mit einem mutmaßlichen Widdieb getötet worden waren.
⊙ Gefallenendenkmal in Egestorf (1927), Steinradweg/Neue Rehre. 7,5 Meter hoher Obelisk aus Thüster Serpelkalkstein. Denkmal für die Gefallenen des Ortes im Ersten Weltkrieg, später ergänzt mit Namenstafeln für die Gefallenen des Zweiten Weltkriegs.
⊙ Gefallenendenkmal in Feggendorf. Baudenkmal. (Siehe: Liste der Baudenkmale in Lauenau)
⊙ Gefallenendenkmal in Hohenbostel. Quader aus Thüster Serpelkalkstein. Baudenkmal. (Siehe: Liste der Baudenkmale in Barsinghausen)
⊙ Gefallenendenkmal in Kirchdorf. Baudenkmal. (Siehe: Liste der Baudenkmale in Barsinghausen)
⊙ Schlepperplatz zwischen Eimbeckhausen und Nienstedt (1929). Denkmal aus Findlingen auf einer Kuppe mit Aussicht auf den Süntel. Errichtet zu Ehren des 1902–1926 in Nienstedt ansässigen Turnergauvorsitzenden Ludwig Schlepper.
⊙ Gefallenendenkmal an der Kreuzbuche (1951), 2,5 Meter hoher behauener Wealdensandstein zur Erinnerung an die im Zweiten Weltkrieg gefallenen Beschäftigten des Forstamts Lauenau.
⊙  Behauener Stein am Beginn des Polenzwegs am Parkplatz Nienstedter Pass (1953). Zur Erinnerung an den Oberförster Hugo Polenz (* 12. September 1875).